# Gros Rognon
Le Gros Rognon est un sommet de France culminant à 3 541 mètres d'altitude, dans le département français de la Haute-Savoie.

## Géographie
Il se trouve entre le glacier du Géant au sud-est et la Vallée Blanche au nord-ouest dans le massif du Mont-Blanc.
Le pylône de la télécabine Panoramic Mont-Blanc repose en son sommet.

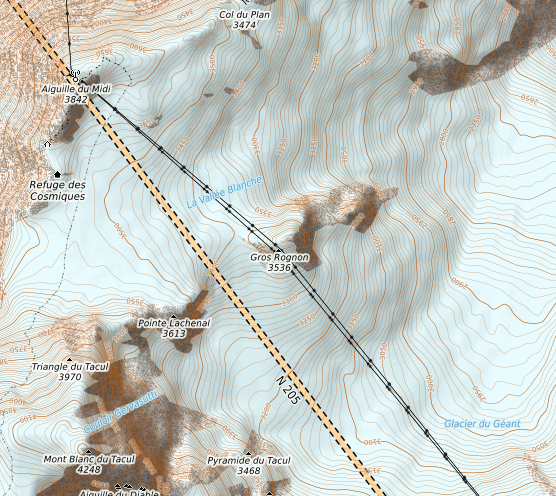
Carte topographique du Gros Rognon.